# Amaranthus viridis

Amaranthus viridis is een kosmopolitische soort in de familie Amaranthaceae en is ook bekend als groene klaroen.

## Beschrijving
Amaranthus viridis is een eenjarig kruid met een rechtopstaande, lichtgroene stengel die ongeveer 60-80 cm hoog wordt. Talrijke takken verschijnen vanuit de basis en de bladeren zijn eirond, 3-6 cm lang en 2-4 cm breed, met lange bladstelen van ongeveer 5 cm. 
De plant heeft eindstandige bloeipluimen met weinig takken en kleine groene bloemen met 3 meeldraden. 